# Lobodice
Lobodice (in tedesco Lobotitz) è un comune della Repubblica Ceca facente parte del distretto di Přerov, nella regione di Olomouc.